# 121-я гвардейская стрелковая дивизия
121-я гвардейская стрелковая дивизия (121 гв. сд) — гвардейское тактическое соединение РККА в период Великой Отечественной войны.
Действительные наименования формирования:
- полное, по окончании войны — 121-я гвардейская стрелковая Гомельская ордена Ленина Краснознамённая ордена Суворова дивизия;
- укороченное — 121-я гвардейская стрелковая дивизия;
- сокращённое, применяемое в рабочих документах — 121 гв.сд.

Периоды вхождения в состав Действующей армии:
- 23 сентября 1943 года — 11 мая 1945 года[1].

## История
Стрелковое соединение сформировано в городе Баланда Саратовской области, из числа военнообязанных и военнослужащих запаса ВС Союза ССР, в сентябре — ноябре 1941 года как 342-я стрелковая дивизия. Впервые участвовала в бою 24 декабря 1941 года в районе Белый Колодезь Тульской области в составе 61-й армии Брянского фронта.

### Боевой путь
- Участвовала в Московской битве.
- В 1942 году и первой половине 1943 года вела главным образом оборонительные бои в составе войск Брянского и Западного фронтов.
- Летом 1943 года в составе 3-й армии Брянского фронта участвовала в контрнаступлении во время Курской битвы
- За успешные действия в Орловской наступательной операции и проявленный при этом массовый героизм 23 сентября 1943 года была награждена почётным званием «Гвардейская», получила новый войсковой № и преобразована в  121-ю гвардейскую стрелковую дивизию.

Дивизия участвовала в разгроме брянской группировки противника и в Гомельско-Речицкой наступательной операции.
23 ноября она форсировала реку Сож в районе Корма и вместе с соединениями 3-й армии создала угрозу окружения немецко-фашистских войск, оборонявшихся в районе г. Гомель, и таким образом способствовала его освобождению. За отличие в боях под Гомелем дивизии было присвоено почётное наименование «Гомельской»(26 ноября 1943 года), а 4 её воина удостоены звания Героя Советского Союза.

ПРИКАЗ
ВЕРХОВНОГО ГЛАВНОКОМАНДУЮЩЕГО
Генералу армии Рокоссовскому
Войска Белорусского фронта, продолжая развивать успешное наступление, в результате смелого обходного манёвра сегодня, 26 ноября, овладели областным и крупным промышленным центром Белоруссии городом Гомель — важным узлом железных дорог и мощным опорным пунктом обороны немцев на полесском направлении.
В боях за овладение городом Гомель отличились войска генерал-лейтенанта Горбатова, генерал-лейтенанта Романенко, генерал-лейтенанта Федюнинского и лётчики генерал-лейтенанта авиации Руденко.
Особенно отличились:
121-я гвардейская стрелковая дивизия генерал-майора Червония, …
В ознаменование одержанной победы соединениям и частям, отличившимся в боях за освобождение города Гомель, присвоить наименование «Гомельских».
Впредь эти соединения и части именовать:
121-я гвардейская Гомельская стрелковая дивизия,…
— http://www.soldat.ru/doc/vgk/46.html
Один из них, командир 175-й штрафной роты, приданной дивизии капитан Калинкин, Михаил Герасимович, первым ворвался во вражеские траншеи и уничтожил 15 немецких солдат и офицеров. Будучи ранен, он продолжал командовать ротой, организовал преследование противника. Когда сильный пулемётный огонь из дзота прижал воинов к земле, Калинкин подполз к нему и бросил в амбразуру 2 гранаты, при этом сам был вторично тяжело ранен. Собран последние силы, отважный офицер закрыл своим телом амбразуру. Рота продолжала успешное наступление.
В 1944 году участвуя в разгроме немецких войск на Правобережной Украине, дивизия 2 февраля 1944 года совместно с другими соединениями 13-й армии 1-го Украинского фронта (в этой армии и фронте дивизия действовала до конца войны) освободила г. Ровно.
За героизм, проявленный личным составом в этих боях, дивизия была награждена орденом Красного Знамени (7 февраля 1944 года).
В ходе Львовско-Сандомирской операции 1944 года части дивизии прервали укреплённую полосу противника в районе г. Горохов, 17-18 июля форсировали р. Западный Буг и создали благоприятные условия для дальнейшего стремительного наступления к Висле.
За прорыв обороны на львовском направлении, проявленные при этом доблесть и мужество дивизия была награждена орденом Суворова II степени (9 августа 1944 года).
24 июля части дивизии форсировали р. Сан, вступили на территорию Польши и участвовали в освобождении гг. Ярослав (27 июля) и Жешув (2 августа).
С августа и до конца 1944 года дивизия вела напряжённые бои на Сандомирском плацдарме.
В Висло-Одерской наступательной операции дивизия во взаимодействии с другими соединениями армии освободила г. Кельце и 24 января пересекла границу фашистской Германии.
Преодолевая ожесточённое сопротивление противника, дивизия стремительно продвигалась к Одеру, 26 января с ходу форсировала его и, овладев плацдармом в районе Кебен, Раудтен, вела упорные бои за его удержание.
Успешно действовала дивизия в феврале 1945 года в Нижне-Силезской наступательной операции. С 16 апреля дивизия участвовала в Берлинской операции.
За образцовое выполнение заданий командования при овладении г. Виттенберг была награждена орденом Ленина (28 мая 1945 года).
Боевые действия завершила в Чехословакии у г. Карлсбад (совр. Карловы Вары). Расформирована, в связи с демобилизацией Советского Союза, в июне 1945 года

## Командование
- Дивизией командовали:
- Попов, Александр Ипполитович (09.09.1941 — 09.11.1942), подполковник, с 28.11.1941 полковник;
- Каначадзе, Григорий Иванович (10.11.1942 — 10.05.1943), полковник;
- Червоний, Логвин Данилович (11.05.1943 — 11.05.1945), полковник, с 01.09.1943 генерал-майор, с 23.09.1943  гвардии генерал-майор.
- 337-й гв. лейтенант Шут Павел Андреевич 1945

Бережной Валентин Алексеевич (23.09.1943 — 03.03.1944);
Холобцев Иван Иванович (09.03.1944 — 18.07.1944), ранен 18.07.1944;…
Лотарев Сергей Иванович (25.03.1945 — 23.04.1945);
Мамонтов Николай Андреевич (с 25.04.1945)
- 340-й гв. сп:

Слюсаренко Фёдор Захарович (23.09.1943 — 29.11.1943); 
Яковлев Николай Иванович (31.10.1943 — 19.01.1944);…
Яковлев Василий Фёдорович (04.03.1944 — 27.01.1945);
Бурлаков Михаил Романович (28.01.1945 — 11.12.1945);
Яковлев Василий Фёдорович (с 11.12.1945)
- 342-й гв. сп: (до 23.09.1943 был 1150 сп 342 сд (1ф))

Тюриков Василий Степанович (02.12.1942 — 00.04.1944) (?);
Деменников Сергей Нестерович (20.04.1943 — 11.10.1943), отстранён от должности (?);
Ячменев Фёдор Абрамович (19.11.1943 — 19.04.1944), отстранён;
Пономаренко Илья Степанович (19.04.1944 — 05.08.1944);
Карташев Иван Иванович (с 05.08.1944);
Сергеев Пётр Гаврилович (с 1942 года)

## Состав
Новая нумерация частям дивизии присвоена 30 октября 1943 года.
- 1146-й стрелковый полк — (с 24.09.1943 г.) 337-й гвардейский стрелковый полк
- 1148-й стрелковый полк — (с 24.09.1943 г.) 340-й гвардейский стрелковый полк
- 1150-й стрелковый полк — (с 24.09.1943 г.) 342-й гвардейский стрелковый полк
- 313-й гвардейский артиллерийский полк
- 120-й гвардейский отдельный истребительно-противотанковый артиллерийский дивизион
- 127-й отдельный гвардейский сапёрный батальон
- 161-й отдельный гвардейский батальон связи (136-я отдельная гвардейская рота связи)
- 117-я отдельная гвардейская разведывательная рота
- 122-й отдельный медико-санитарный батальон
- 120-я отдельная гвардейская рота химической защиты
- 118-я автотранспортная рота
- 125-я полевая хлебопекарня
- 113-й дивизионный ветеринарный лазарет
- 158-я полевая почтовая станция
- 779-я полевая касса Государственного банка СССР

## В составе
- войск 3-й армии;
- с конца декабря 1943 года 13-й армии.

## Награды и наименования
| Награда                   | Дата                  | За что награждена |
| ------------------------- | --------------------- | --- |
| Гвардейская               | 23 сентября 1943 года | почётное звание присвоено приказом Народного комиссара обороны СССР за успешное выполнение боевых задач и проявленные личным составом героизм и отвагу в Орловской наступательной операции                                                              |
| «Гомельская»              | 26 ноября 1943 года   | почётное наименование присвоено приказом Верховного Главнокомандующего в ознаменование одержанной победы и отличие в боях за освобождение г. Гомель. |
| Орден Красного Знамени    | 7 февраля 1944 года   | награждена указом Президиума Верховного Совета СССР от 7 февраля 1944 года за образцовое выполнение боевых заданий командования на фронте борьбы с немецкими захватчиками, (освобождение г. Ровно) и проявленные при этом доблесть и мужество.          |
| Орден Суворова II степени | 9 августа 1944 года   | награждена указом Президиума Верховного Совета СССР от 9 августа 1944 года за образцовое выполнение заданий командования в боях с немецкими захватчиками при прорыве обороны немцев на Львовском направлении, проявленные при этом доблесть и мужество. |
| Орден Ленина              | 28 мая 1945 года      | награждена указом Президиума Верховного Совета СССР от 28 мая 1945 года за образцовое выполнение заданий командования в боях с немецкими захватчиками при овладении городом Виттенберг и проявленные при этом доблесть и мужество.                      |

Награды частей дивизии:
- 337-й гвардейский стрелковый Ярославский[9] орденов Богдана Хмельницкого[10] и Александра Невского[11] полк
- 340-й гвардейский стрелковый Келецкий[12] Краснознамённый[13] ордена Кутузова[11] полк
- 342-й гвардейский стрелковый орденов Суворова[10], Александра Невского[14] и Красной Звезды[11] полк
- 313-й гвардейский артиллерийский ордена Богдана Хмельницкого[10] полк
- 120-й отдельный гвардейский истребительно-противотанковый ордена Красной Звезды[13] дивизион

## Отличившиеся воины
За мужество и отвагу более 15 тысяч воинов дивизии награждены орденами и медалями СССР, 31 удостоены звания Героя Советского Союза, 5 человек стали кавалерами ордена Славы трёх степеней.
Герои Советского Союза:
- Воронцов Иван Михайлович — гвардии старший лейтенант, командир батальона 337 гвардейского стрелкового полка
- Волик, Михаил Александрович — гвардии лейтенант, командир стрелковой роты 340 гвардейского стрелкового полка
- Галуган, Алексей Иванович, гвардии старший лейтенант, командир роты 337 гвардейского стрелкового полка.
- Егоров, Михаил Анисимович — гвардии старший лейтенант, командир взвода 340-го гвардейского стрелкового полка
- Естин, Иван Сергеевич — гвардии младший сержант, наводчик орудия 313-го гвардейского артиллерийского полка
- Ефимов, Сергей Дмитриевич — гвардии старший сержант, командир орудия 120-го гвардейского истребительно-противотанкового дивизиона
- Калинкин, Михаил Герасимович — капитан 175-й штрафной роты, приданной 121-й гвардейской стрелковой дивизии
- Колокольцев, Фёдор Николаевич — гвардии капитан, заместитель командира по политчасти 120-го гвардейского истребительно-противотанкового дивизиона
- Кудрин, Владимир Трофимович — гвардии младший сержант, командир отделения 340 гвардейского стрелкового полка
- Курачицкий, Владимир Васильевич — гвардии лейтенант, парторг батальона 342 гвардейского стрелкового полка
- Мартынов, Иван Петрович — гвардии майор, командир дивизиона 313-го гвардейского артиллерийского полка
- Муравьёв, Николай Андреевич — гвардии лейтенант, командир стрелковой роты 337 гвардейского стрелкового полка
- Овчаркин, Владимир Прокофьевич — гвардии сержант, наводчик орудия 340-го гвардейского стрелкового полка
- Пивень, Пётр Степанович — гвардии лейтенант, командир пулемётного взвода 342 гвардейского стрелкового полка
- Потужный, Николай Никодимович — гвардии капитан, командир миномётной роты 342 гвардейского стрелкового полка
- Поляков, Леонид Евдокимович — гвардии майор, командир батальона 342-го гвардейского стрелкового полка
- Савельев, Валентин Дмитриевич — гвардии старший сержант, командир отделения пулемётчиков 340-го гвардейского стрелкового полка
- Сазонов, Рим Михайлович — гвардии майор, командир дивизиона 313-го гвардейского артиллерийского полка
- Сапоненко, Иван Фёдорович — гвардии лейтенант, командир взвода противотанковых ружей 337-го гвардейского стрелкового полка
- Сидоров, Василий Тимофеевич — гвардии лейтенант, командир стрелкового взвода 337-го гвардейского стрелкового полка
- Сергиенко, Василий Емельянович — гвардии лейтенант, командир взвода 337 гвардейского стрелкового полка
- Стрижак, Павел Григорьевич — гвардии капитан, командир батареи 313-го гвардейского артиллерийского полка
- Тарасов Пётр Михайлович — гвардии капитан, заместитель командира батальона 340-го гвардейского стрелкового полка
- Ушанев, Сергей Михайлович — гвардии лейтенант, командир взвода 337-го гвардейского стрелкового полка
- Холобцев, Иван Иванович — гвардии подполковник, командир 337-го гвардейского полка
- Цыбульский, Николай Степанович — гвардии майор, командир батальона 340-го гвардейского стрелкового полка
- Червоний, Логвин Данилович — гвардии генерал-майор, командир 121-й гвардейской стрелковой дивизии
- Чернов, Алексей Иванович — гвардии ефрейтор, наводчик орудия 313-го гвардейского артиллерийского полка
- Чернов Дмитрий Васильевич — гвардии ефрейтор, наводчик орудия 313-го гвардейского артиллерийского полка
- Шикин, Николай Михайлович ― гвардии старший сержант, командир взвода 127-го гвардейского отдельного сапёрного батальона
- Яковлев, Василий Фёдорович — гвардии подполковник, командир 340-го гвардейского стрелкового полка

  Кавалеры ордена Славы 3-х степеней
- Верховых, Иван Андреевич — гвардии сержант, командир отделения 127-го отдельного гвардейского сапёрного батальона
- Двойной, Алексей Иванович — гвардии ефрейтор, командир отделения разведки 3 дивизиона 313 гвардейского артиллерийского полка.
- Тимошин, Григорий Илларионович — гвардии сержант, командир расчёта 82-мм миномёта 340-го гвардейского стрелкового полка.
- Ушаков, Николай Никитович — гвардии ефрейтор, старший разведчик 313 гвардейского артиллерийского полка.
- Погребняк, Владимир Григорьевич — гвардии сержант, наводчик миномёта 1 стрелкового батальона 337 гвардейского стрелкового полка.

## Память
- Музей 342-й (121-й гв.) стрелковой дивизии в школе № 957 по адресу: г. Москва, Ясный проезд, д.24 «А»